# サテト神殿
サテト神殿（サテトしんでん、英: Temple of Satet、サティス神殿、英: Satis Temple）は、ナイル川の氾濫を擬人化した女神サテト（サティス）に捧げられた古代エジプトの神殿である。サテトは「エレファンティネの女主」といわれ、雄羊神クヌムの妻で、女神アヌケト（アヌキス）の母とされた。サテトの神殿はエジプトのナイル川第1急湍に位置するエレファンティネ島にあった。エジプト先王朝時代（紀元前5500-紀元前3100年）末の紀元前3200年ごろに始まり、初期王朝時代（紀元前3100-2686年）以降、プトレマイオス朝時代（紀元前332-32年）におよぶ約3000年のうちに幾度もの拡張および改修がなされている。サテト神殿は古代エジプト神殿のなかでもファラオの時代全般にわたる建築が確認された最たる例である。

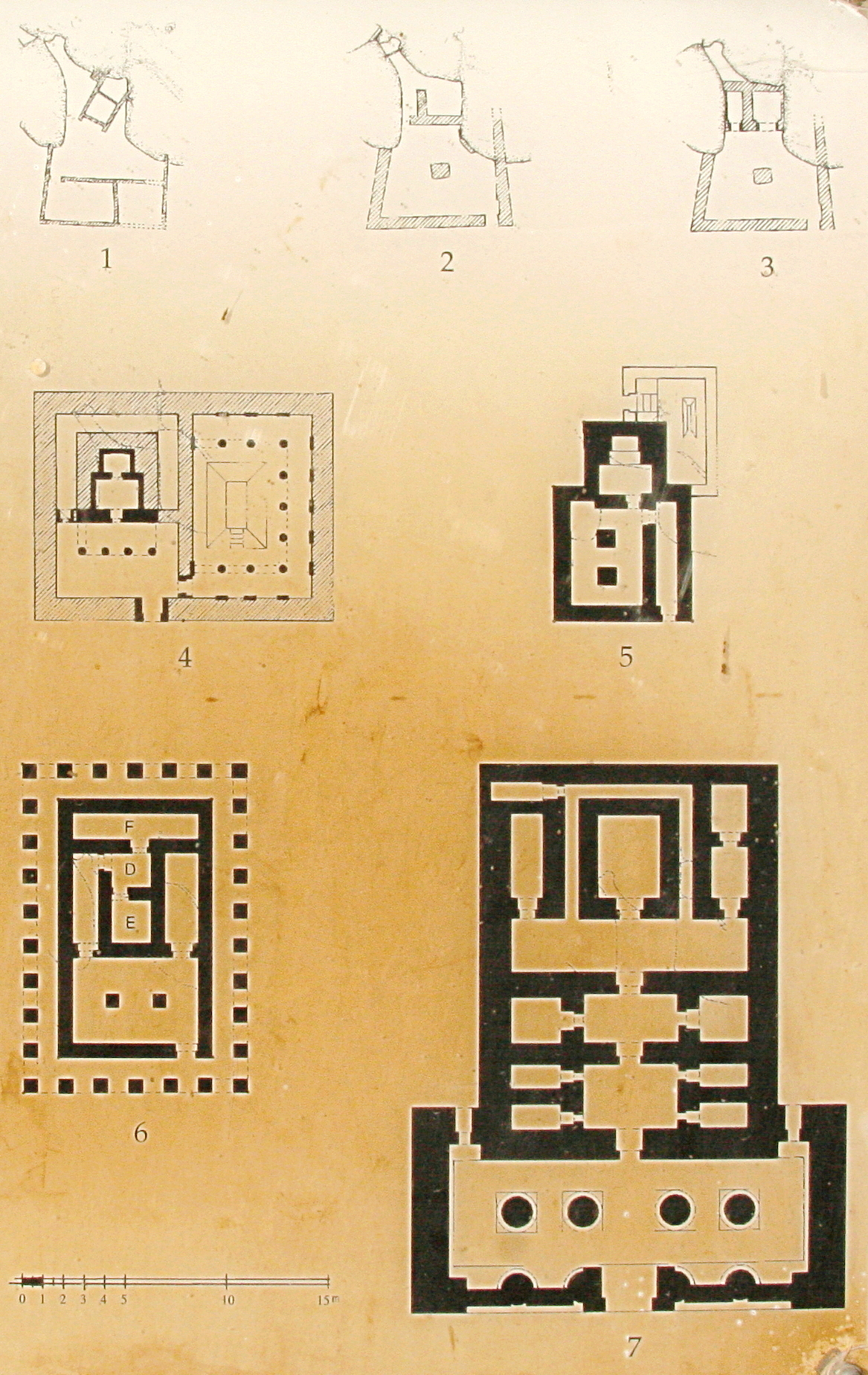
サテト神殿の変遷
1. 初期王朝時代の神殿
2. 第6王朝初期の神殿
3. アンテフ2世の増築
4. メンチュヘテプ2世の神殿
5. センウセレト1世の神殿
6. ハトシェプストの神殿
7. プトレマイオス6世とプトレマイオス8世の神殿

## 初期王朝-古王国時代
原初のサテト神殿の歴史は、紀元前3200年ごろ（ナカダ時代後期）までさかのぼり、その聖域は3つの大きな天然の花崗岩の巨礫（高さ3.6m）の間に設けられた礼拝所の壁龕（ニッチ）にさかのぼる。傍らの岩に空いた穴からは、川の氾濫の直前に増水の音が聞こえたといわれる。最古の神殿は非常に小さく、泥煉瓦により構築されていた。ただしこの時代の遺構の証拠はなく、ナカダ3期の遺物（容器）の破片が発見されたことによる。
初期王朝時代の紀元前2900年ごろには 1.6 m × 2.2 m (5.2 ft × 7.2 ft) の小祠が構築され、後に前庭が増設された。エレファンティネ島は、この第1王朝（紀元前3100-2890年）から第2王朝（紀元前2890-2686年）のうちに拡充され、第3王朝（紀元前2686-2613年）の時代に複合構造物が造成されたが、古王国時代（紀元前2686-2181年）には、古くからの聖域が維持され、サテト神殿は同地に再建されていった。神殿の再建はおよそ前庭を備えた泥煉瓦によるものであった。
第6王朝（紀元前2345-2181年）の3代王（ファラオ）ペピ1世（在位紀元前2321-2287年）は、再度神殿の改築を命じた。古い聖域を維持しながらも、煉瓦の壁が拡充され、女神像のための花崗岩の聖所（ナオス、naos）が追加された。神域の床の堆積部からは奉納物が発見されている。これらは王室および個人（地方の高官）より女神に捧げられたもので、主にヒトや動物を表したファイアンスの小像などがあった。この時代には神クヌムもサテト神殿において崇拝されていた。ペピ1世の治世5年、後継者のメルエンラー1世（在位紀元前2287-2278年）がヌビアの首長の服従を得るためにエレファンティネを来訪している。その際に父ペピ1世が建てた祠堂を更新するために神殿を訪れたとも考えられる。

## 第1中間期-中王国時代
第1中間期（紀元前2181-2055年）末の第11王朝初期（紀元前2125-2055年）時代、テーベの王アンテフ2世（在位紀元前2112-2063年）およびアンテフ3世（在位紀元前2063-2055年）が神殿に大幅な改装を加えたが、中心の礼拝所は天然の巨礫間にある当初の場所に残された。礼拝所の前に造成された広間は、初めて石灰岩の石板により舗装され、装飾された。

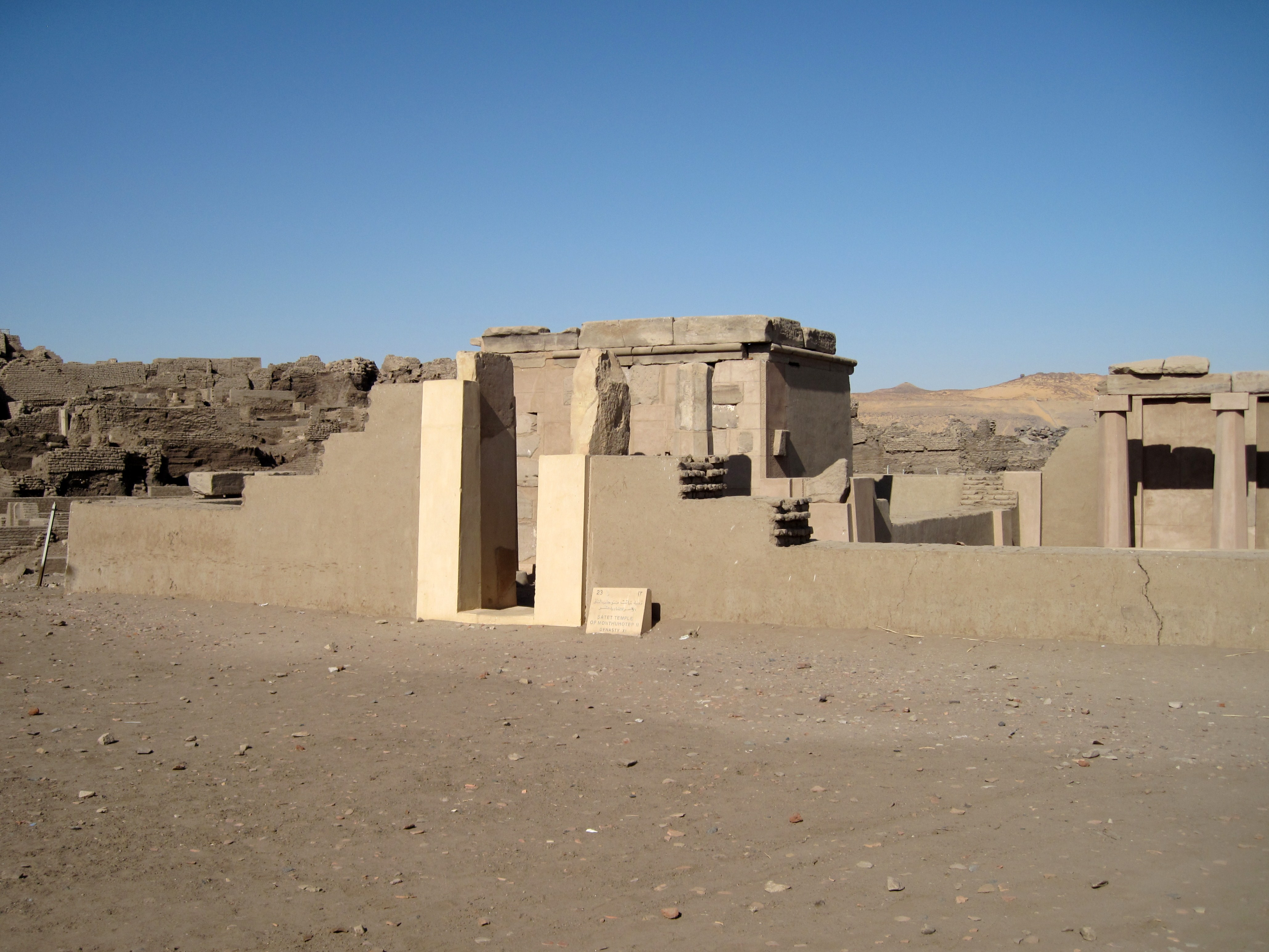
メンチュヘテプ2世の神殿（復元）

その後間もなく、中王国時代（紀元前2055-1650年）のメンチュヘテプ2世（紀元前2055-2004年）が神殿にさらなる修正を加え、全く新しい聖所を建設した。そして古代エジプト人が信じたエレファンティネに始まるナイルの氾濫を祝賀する設備を加えた。当時、神殿はまだ大部分が泥煉瓦で造られており、最も重要な壁体にのみ整形した石灰岩のブロックが積まれていた。

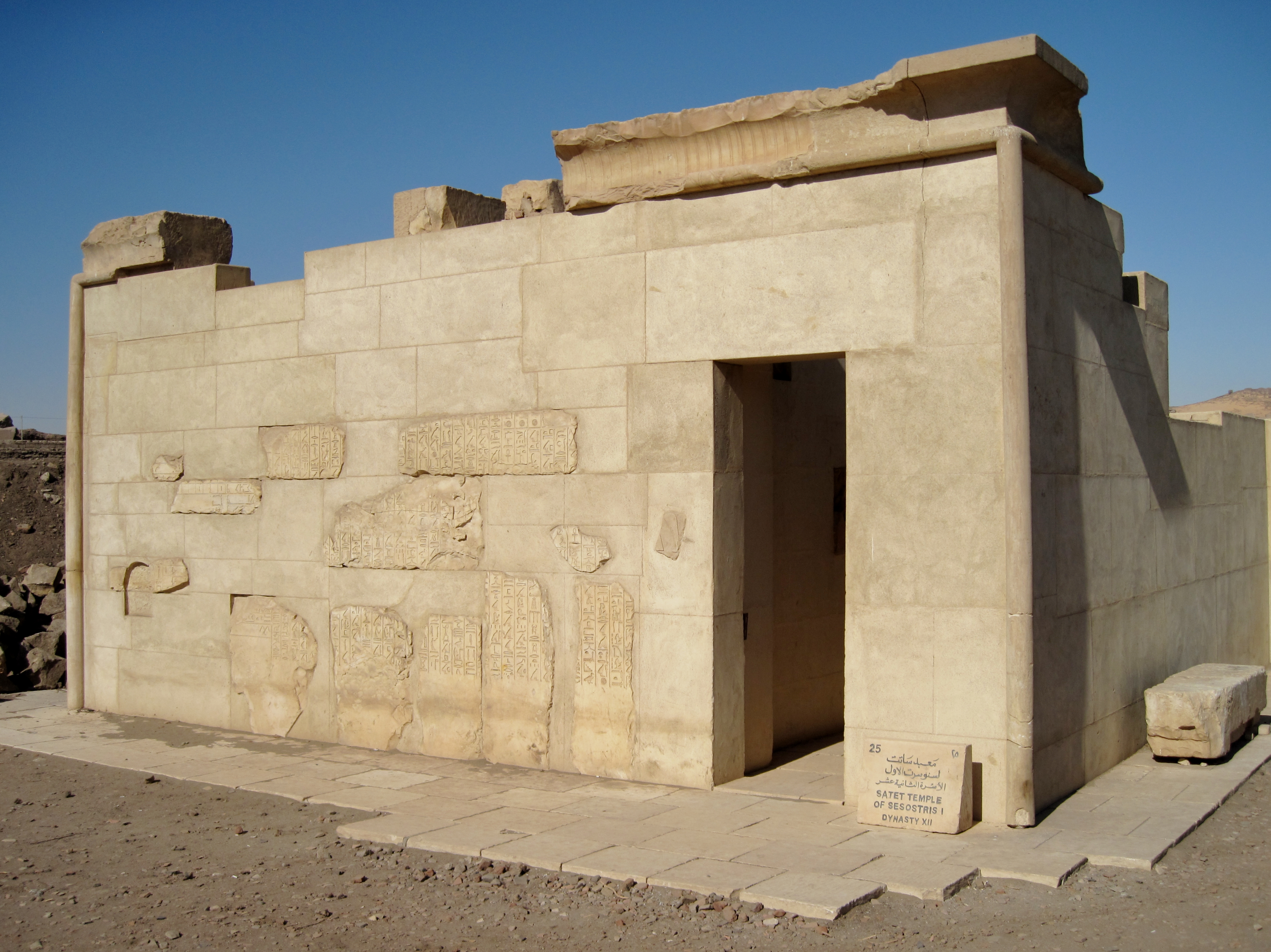
センウセレト1世の神殿（復元）

それから100年足らずのうちに、次の第12王朝（紀元前1985-1795年）初期の王センウセレト（セソストリス）1世（在位紀元前1965-1920年）が、メンチュヘテプの建てたものを全く新しい神殿と中庭に置き換えた。以前の構造物はもっぱら泥煉瓦が使われていたが、新たな神殿は完全に石材（石灰岩）により構築されていた。こうした神殿の位置は古王国時代の岩の壁龕の前部にあった。一方、主たる聖所は古い聖域の真上に建てられたことで、下層部にかつての遺構が保存されていた。センウセレト1世の神殿は全体に装飾が施されていたが、それらの装飾のうちわずかな断片が残存している。これらの残片に王の碑文などが認められた。また、この時代には、島に神クヌム独自のクヌム神殿が建立されている。
サテト寺院は、かつて多くの彫像に飾られていたが、そうした1つに女神に奉献された第13王朝（紀元前1795-1650年）の王アメンエムハト5世の像がある。碑文には以下の献辞が刻まれていた。

善なる神、二国の主、儀式の主、上下エジプトの王セケムカラー、ラー・アメンエムハトの息子、サテトの最愛の者、エレファンティネの淑女よ、彼が永遠に生きられますように。

このほか神殿にかつて飾られた像にはセンウセレト3世（在位紀元前1874-1855年）のものがある。その後の第2中間期（紀元前1650-1550年）、同様に女神を崇めた第17王朝の王セベクエムサフ1世の2体一組の像もかつてこの神殿にあった。実際には、これらの彫像はすべて地元の聖人ヘカイブの聖域付近で発見されているが、碑文によればそれらは確実に当初サテト神殿にあったものとされる。

## 新王国-プトレマイオス朝時代

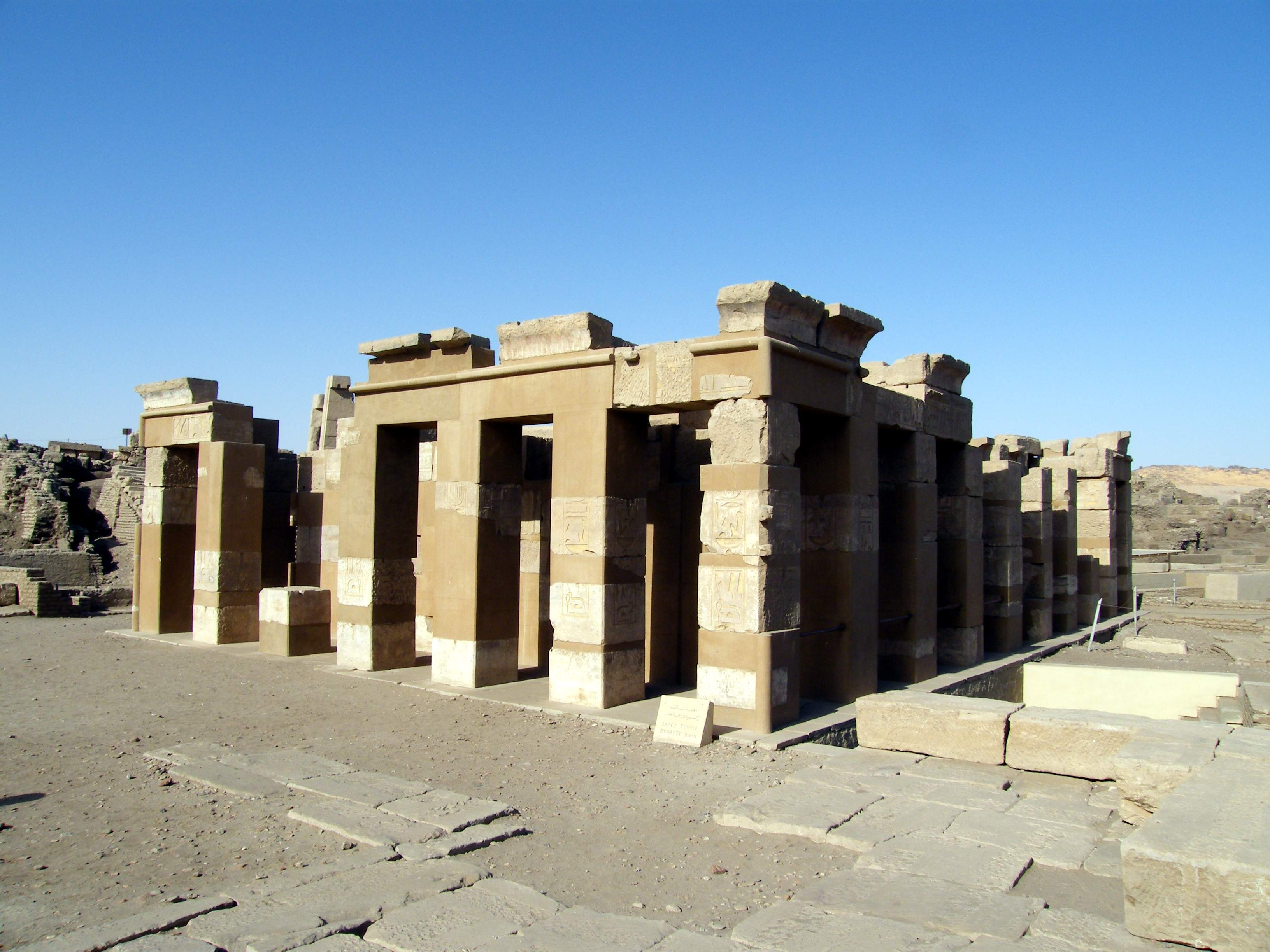
第18王朝のサテト神殿（復元）

新王国時代（紀元前1550-1069年、この神殿は第18王朝（紀元前1550-1295年）初期の女王ハトシェプスト（在位紀元前1473-1458年）の治世のもとで新たに砂岩の神殿が建設され、次いでトトメス3世（在位紀元前1479-1425年）によりさらに拡大された。当時の神殿は、大きさ約 15.9 m × 9.52 m (52.2 ft × 31.2 ft) の長方形の堅固な建物で、外側に10×7本の柱を備えた 20.10 m × 13.52 m (65.9 ft × 44.4 ft) の通路が完全に四方を囲んでいた。この新しい神殿の聖域は、岩の頂上の高さまで石材ブロックを埋めて造成され、古い時代の聖域の真上に構築されたが、明らかに新王国の神殿は、聖域の場所として、古くからの伝統を保持していた。

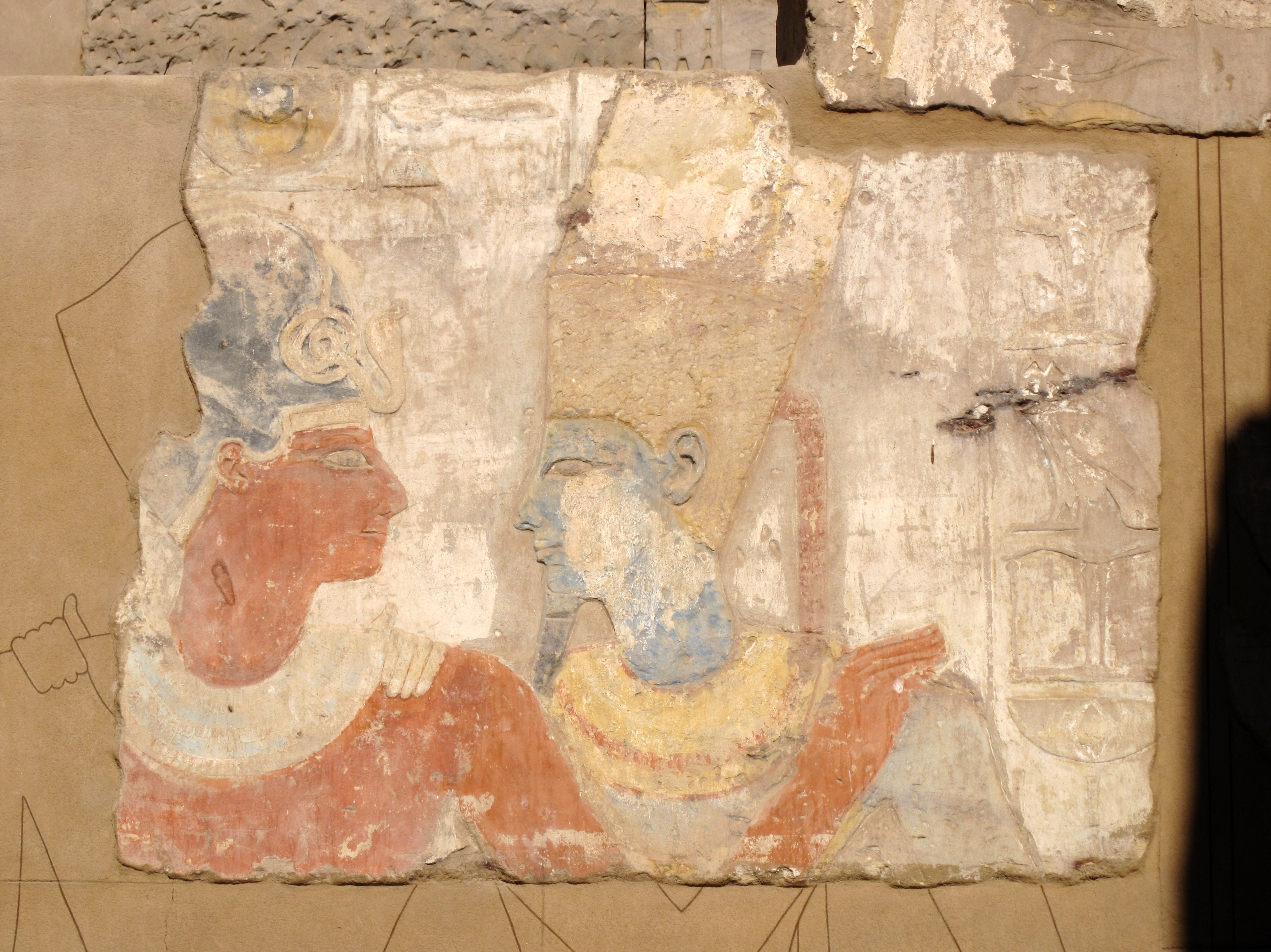
女神サテトと王（ファラオ）
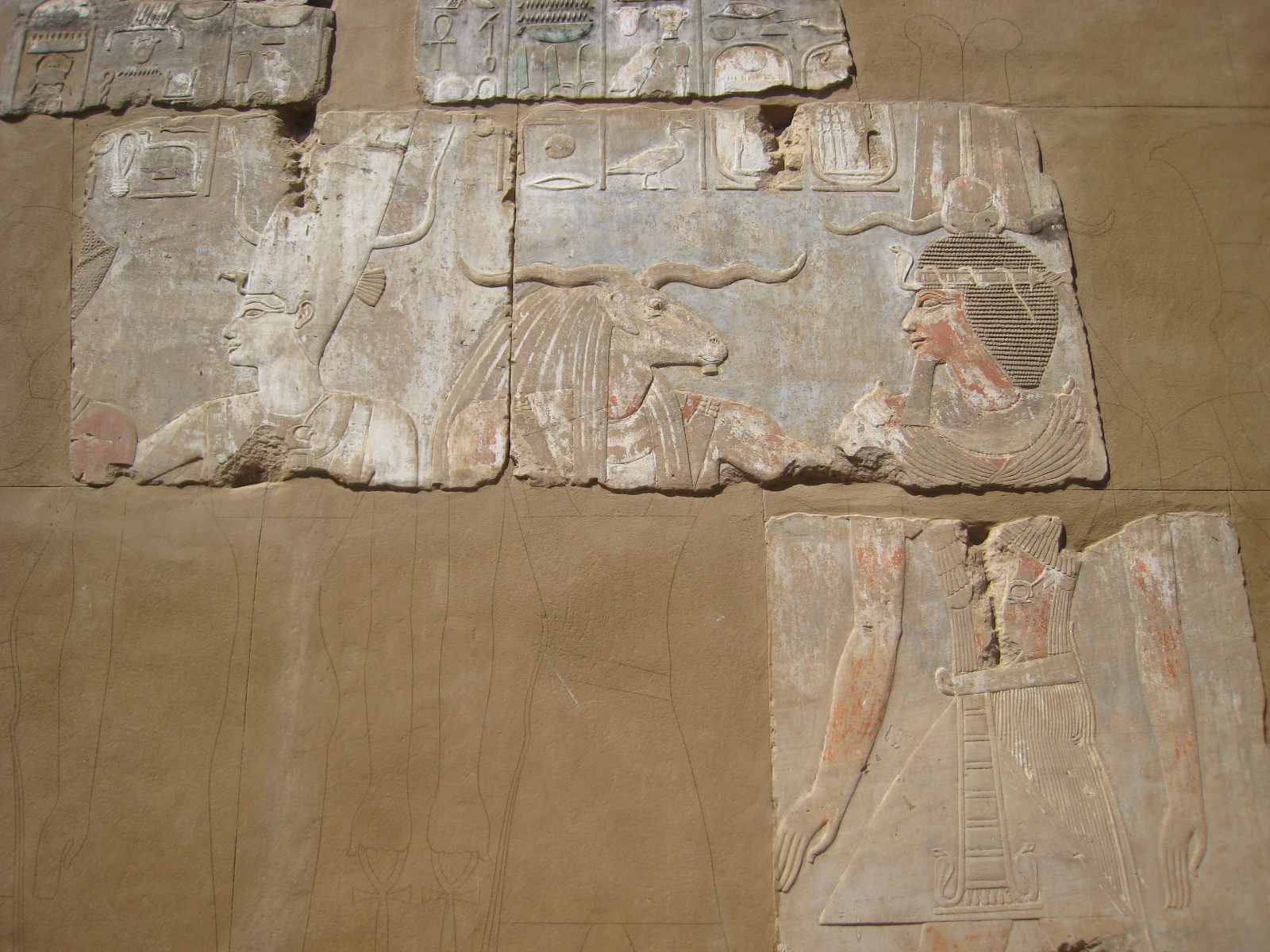
創造神クヌム（中央）

第26王朝（紀元前664-525年）のうちにもさらなる建設工事があった痕跡が認められるが、その神殿はほとんど残存していない。そのペルシア帝国（アケメネス朝）によるエジプト征服の少し前に、王アマシス（アハモセ）2世（在位紀元前570-526年）が神殿に列柱（キオスク）を追加しており、石灰岩の柱6本と仕切り壁が発見されている。
プトレマイオス朝時代には、プトレマイオス6世（在位紀元前180-145年）のもとで全く新しい神殿が建設された。それも同じく長方形の建造物であった。西側の後方に至聖所があって、その前に広大な広間があり、また前方の後ろにはさらに2つの小広間があり、そこから短径側に小部屋が通じていた。新しい神殿の前には自立構造のキオスクが構築された。その聖域はもはや古王国時代の聖域の場所に関連して建てられなかった。そして最終的にプトレマイオス8世（在位紀元前170-116年）が、神殿に4本の円柱を備えるプロナオス（ポルチコ）を追加した。

## ナイロメーター
エレファンティネ島にあるナイロメーターのうち、サテト神殿域に付随するナイロメーターは極めて保存状態が良い。水辺へと降りる階段には、アラビア数字、ローマ数字、ヒエログリフの数字が刻まれ、水際には第17王朝（紀元前1650-1550年）時代の碑文が認められる。また西壁面には、高水位がデモティックおよびギリシア文字により記録される。ローマ支配時代（紀元前30-後395年）に再建・修復された。